# Distretto di Bagua
Il distretto di Bagua è un distretto del Perù nella provincia di Bagua (regione di Amazonas) con 29.454 abitanti al censimento 2005
È stato istituito il 26 aprile 2008 distaccandosi dal distretto di La Peca. Il centro principale è il capoluogo di provincia omonimo.